# Drypetes guatemalensis
Drypetes guatemalensis là một loài thực vật có hoa trong họ Putranjivaceae. Loài này được Lundell mô tả khoa học đầu tiên năm 1971.